# L'orologio a cucù
Pour plus de détails, voir Fiche technique et Distribution.
L'orologio a cucù est un film italien réalisé par Camillo Mastrocinque, sorti en 1938 en Italie.

## Fiche technique
- Titre original : L'orologio a cucù
- Réalisation : Camillo Mastrocinque
- Scénario : Renato Castellani et Mario Soldati d'après la pièce de théâtre d'Alberto Donini
- Pays de production :  Royaume d'Italie
- Langue: Italien
- Format : Noir et Blanc - Format 35 mm - 1,37:1
- Son: Monophonique
- Genre : Film policier
- Durée : 90 minutes
- Date de sortie : 1938 (Royaume d'Italie)

## Distribution
- Vittorio De Sica : Le capitaine Ducci
- Oretta Fiume : Paolina
- Laura Solari : Elvira
- Lamberto Picasso : Le conte Scarabelli
- Ugo Ceseri : Barni le Bonapartiste
- Gemma Bolognesi : La Nenna
- Guglielmo Sinaz (it)	: Il banchiere Rosen
- Augusto Marcacci (it) : Kreuss, Inspecteur de police
- Guglielmo Barnabò : Sergent MacNeill
- Sergio Dani : Lord ammiraglio
- Checco Rissone :	Narciso
- Giuseppe Pierozzi (it) : Tonino
- Dino De Laurentiis